# Подозрительная смерть несовершеннолетней
«Подозрительная смерть несовершеннолетней» (итал. Morte Sospetta Di Una Minorenne) — фильм режиссёра Серджо Мартино.

## Сюжет
Полицейский Паоло Джерми знакомится с девушкой по имени Мариса. Через некоторое время её убивают. Джерми решает заняться расследованием этого убийства, в результате чего обнаруживает, что Мариса была проституткой, и что кое-кто из богатых людей города предпочитает утехи с несовершеннолетними.

## В ролях
- Мел Феррер — Паоло Джерми
- Клаудио Кассинелли
- Патриция Касталди — Мариса
- Джанфранко Барра — Тети
- Адольфо Карузо — Джианнино
- Массимо Джиротти
- Карло Алигьеро
- Фьямметта Баралла
- Карлотта Виттиг
- Альдо Массассо — Листри
- Джино Перниче — киллер